# 杜鎮
杜镇，字子静，直隸南宮縣人，清朝政治人物。

## 生平
順治十五年（1658年），登戊戌科進士，選庶吉士，官至翰林院侍讀。工詩，著有《宝田斋草》。